# Lista volumelor publicate în Colecția Fahrenheit
Colecția Fahrenheit sau Editura Fahrenheit din cadrul Grupului Editorial Rao a apărut între anii 1994 și 2000. Aceasta a fost "prima editură din România specializată în literatura imaginarului", cuprinzând seriile SF, Fantasy, Horror și Document, în cadrul cărora a publicat autori ca William Gibson, Norman Spinrad, John Brunner, Poul Anderson sau A. E. van Vogt.
În continuare este prezentată lista volumelor publicate în Colecția SF:

## 1994 - 1999
Între anii 1994 și 1999 au fost publicate 18 numere ale Colecției Fahrenheit. Spre deosebire de colecțiile similare ale altor edituri, aceasta nu a fost numerotată și nu a reeditat volume pe care să le fi publicat într-un număr anterior. Cu excepția primelor trei numere, colecția a folosit același format și design pentru numerele sale.
| Autor(i)                                        | Titlu                                                     | Titlu original                              | Traducător(i)         | Data apariției | Note / Ref. |
| ----------------------------------------------- | --------------------------------------------------------- | ------------------------------------------- | --------------------- | -------------- | ----------- |
| A. E. van Vogt                                  | Destinația Univers                                        | Destination: Universe!                      | Cristina Duță         | 1994           |             |
| A. E. van Vogt                                  | Cartea lui van Vogt                                       | The Book of van Vogt                        | Mariana Neț           | 1994           |             |
| A. E. van Vogt                                  | Imperiul Marelui Judecător                                | The Mind Cage                               | Cristina Duță         | 1994           | [ 2 ]       |
| Lino Aldani                                     | Crucea de gheață                                          | La Croce di ghiaccio                        | Doina Opriță          | 1996           |             |
| Dean Devlin, Roland Emmerich și Stephen Molstad | Ziua independenței                                        | Independence Day                            | Gabriela Truția       | 1996           |             |
| Gérard Klein                                    | Povestiri de parcă ar fi...                               | Histoires comme si...                       | Angela Cismaș         | 1996           |             |
| Walter M. Miller, Jr.                           | Cantică pentru Leibowitz                                  | A Canticle for Leibowitz                    | Gabriel Stoian        | 1996           |             |
| Norman Spinrad                                  | Între două lumi                                           | A World Between                             | Mihai-Dan Pavelescu   | 1996           | [ 3 ]       |
| Michael Crichton                                | Lumea pierdută                                            | The Lost World                              | Mihail Samoilă        | 1997           |             |
| William Gibson                                  | Chrome                                                    | Burning Chrome                              | Mihai-Dan Pavelescu   | 1998           |             |
| David Copperfield, Janet Berliner               | La limita imposibilului în viziunea lui David Copperfield | David Copperfield's Tales of the Impossible | Mihaela Doina Ionescu | 1998           | [ 4 ] [ 5 ] |
| Poul Anderson                                   | Avatarul                                                  | The Avatar                                  | Mihnea Columbeanu     | 1998           |             |
| John Brunner                                    | Rețelele infinitului                                      | Web of Everywhere                           | Monica Ionescu        | 1998           | [ 6 ]       |
| John Brunner                                    | Oile privesc în sus                                       | The Sheep Look Up                           | Liviu Radu            | 1998           |             |
| John Brunner                                    | Să prinzi o stea căzătoare                                | Catch a Falling Star                        | Mircea Opriță         | 1998           | [ 7 ]       |
| Norman Spinrad                                  | Oameni în junglă                                          | The Men in the Jungle                       | Delia Ivănescu        | 1998           |             |
| Ray Bradbury                                    | Fahrenheit 451                                            | Fahrenheit 451                              | Daniela Truția        | 1998           |             |
| Kevin J. Anderson                               | Anticorpii                                                | Antibodies                                  | Cornealia Bucur       | 1998           | [ 8 ] [ 9 ] |
| Poul Anderson                                   | Orion va răsări                                           | Orion Shall Rise                            | Horia Nicola Ursu     | 1999           |             |
| William Gibson                                  | Contele Zero                                              | Count Zero                                  | Mihai-Dan Pavelescu   | 1999           | [ 10 ]      |

## Ediții cartonate
În anul 2000, în cadrul colecției au apărut două volume cartonate, în ediție limitată:
| Autor(i)      | Titlu           | Titlu original     | Traducător(i)  | Data apariției | Note / Ref. |
| ------------- | --------------- | ------------------ | -------------- | -------------- | ----------- |
| Poul Anderson | Pavază timpului | The Shield of Time | Gabriel Stoian | 2000           |             |

## SeriaDocument
În această serie, care a folosit același format și design ca și restul colecției, a apărut un singur volum:
| Autor(i)   | Titlu                | Titlu original | Traducător(i) | Data apariției | Note / Ref. |
| ---------- | -------------------- | -------------- | ------------- | -------------- | ----------- |
| Ion Hobana | Un englez neliniștit | -              | -             | 1996           |             |